# 구야시레베시
구야시레베시(헝가리어: gulyásleves)는 헝가리의 쇠고기국이다. 영어식 이름인 굴라시 수프(영어: goulash soup)로도 알려져 있다. 보그라치구야시레베시와 같은 방식으로 만들지만, 마늘, 쿠민, 캐러웨이 씨 등을 넣고 묽게 끓인다. 짙거나 옅은 붉은색을 띠는 묽은 국이며, 주요리가 아닌 전채나 부식으로 낸다.

## 이름
헝가리어 "구야시(gulyás)"는 "목자"라는 뜻이며, "레베시(leves)"는 "국"을 뜻한다.

## 만들기
라드에 양파를 볶다가, 파프리카가루, 쇠고기, 캐러웨이 씨, 쿠민가루, 후추, 토마토 페이스트 등을 넣고 함께 볶는다. 육수나 물을 약간 넣어 스튜한 뒤, 고기가 잘 익으면 감자, 당근, 파스닙, 셀러리, 마늘, 헝가리왁스고추 등 채소를 넣고 육수나 물을 부어 끓인다. 밀가루에 달걀을 넣고 반죽한 다음 손으로 뜯어 만든 치페트케(csipetke)라는 작은 파스타를 넣어 끓이기도 한다.

## 같이 보기
- 보그라치구야시
- 헐라슬레